# Vodafone
Vodafone (zkratka angl. voice-data-fone) je druhý největší mobilní operátor na světě
. Působí v 28 zemích pěti kontinentů. Aktuálně má skupina Vodafone 650 milionů zákazníků, při tržní hodnotě firmy 105,5 mld dolarů. Ředitelem Vodafone Group PLC je Margherita Della Valle (údaj ke květnu 2024).

## Historie
Vodafone získal britskou mobilní licenci už v roce 1983 a v lednu 1985 se v jeho síti uskutečnil první hovor.
V roce 1991 propojil první mezinárodní hovor – vznikl roaming (první hovor byl realizován z Británie do Finska). V roce 1994 Vodafone jako první v Británii spustil krátké textové zprávy SMS.

## Vodafone Czech Republic
Na český trh vstoupil Vodafone 1. února 2006 akvizicí nejmenšího tuzemského operátora Oskar Mobil. Od počátku se snaží navázat na image „lidového operátora“, kterou v Česku Oskar zavedl. Se zákazníky komunikuje Vodafone nejen prostřednictvím standardních kanálů, ale také na Twitteru či Facebooku. Soukromým osobám nabízí Vodafone hlasové služby, mobilní datové služby a to včetně technologie 5G, firmám pak v rámci produktu OneNet nabízí také fixní služby. K 30. 9. 2016 měl Vodafone ČR 3 567 000 zákazníků.[zdroj⁠?!] Společnost vydává pro své zákazníky časopis Čilichili. V roce 2010 společnost získala v soutěži Křišťálová Lupa 2. místo v kategorii mobilní služby a to za portál Vodafone Live!. Od 1. ledna 2024 je ředitelkou českého Vodafone Violeta Luca.

### Síť

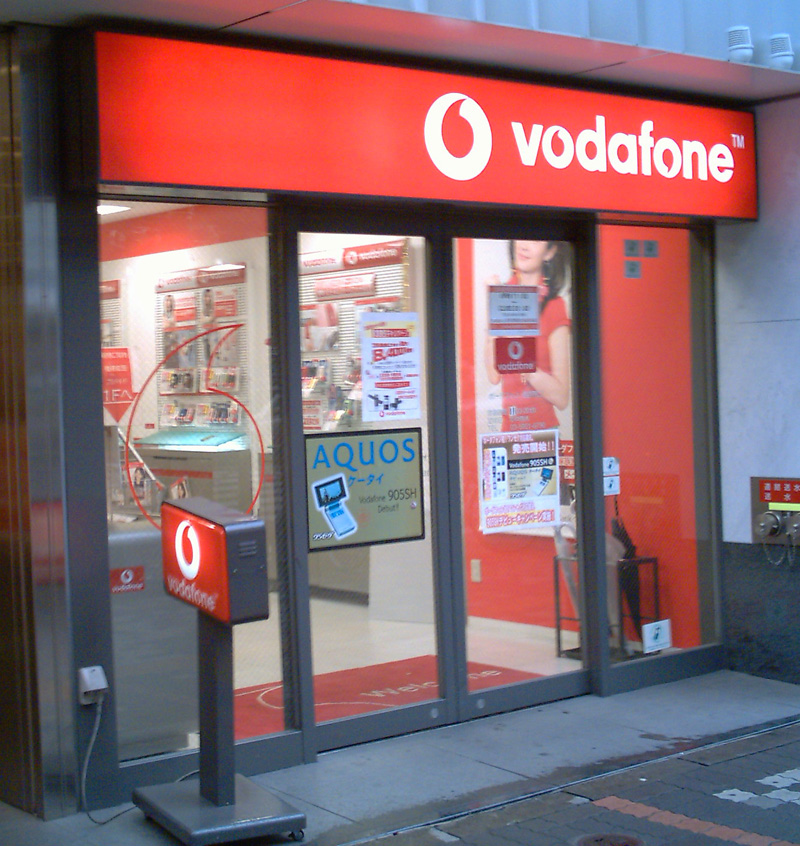
Obchod Vodafonu v Japonsku

Pokrytí na území České republiky je téměř 90%[zdroj⁠?!] signálem GSM (včetně GPRS CS-4, částečně i EDGE) na frekvencích 900 a 1800 MHz. Vodafone také staví síť třetí generace (konkrétně typ UMTS na frekvencích 1950 a 2140 MHz), která je k dostupná ve 37 městech a dalších 113 místech a obcích na celém území České republiky. Vodafone také využívá CDMA datovou síť operátora U:fon na frekvencích 410 až 430 MHz.(aktualizace 25.7.2021: Vodafone už svou CDMA a 3G síť neprovozuje.)